# Lewes
Lewes (pronunciat /ˈluːɨs/) és la capital del comtat (county town) de l'East Sussex, (Anglaterra) i dona també nom al districte on es troba. El lloc té una llarga història com a nus de comunicacions i mercat. Avui continua essent un important centre de comunicacions i una ciutat orientada al turisme, amb grans idees per defensar l'economia local com l'ús del cooperativisme i la creació d'una moneda pròpia. D'entre les moltes activitats culturals destaquen les òperes al Glyndebourne Festival.

## Etimologia
Hi ha dues propostes etimològica sobre el nom de Lewes. Una diu que és la forma en plural d'una paraula anglosaxona Hlaew, que significa «turó». Això es podria referir a les petites muntanyes dels South Downs o als antics túmuls funeraris de la zona. Segons una altra teoria, el nom derivaria d'una paraula en angles antic poc freqüent lǣw que vol dir «tall, escletxa», també relacionat amb la vall del riu Ouse, que s'obre pas entre la línia dels South Downs.

## Història

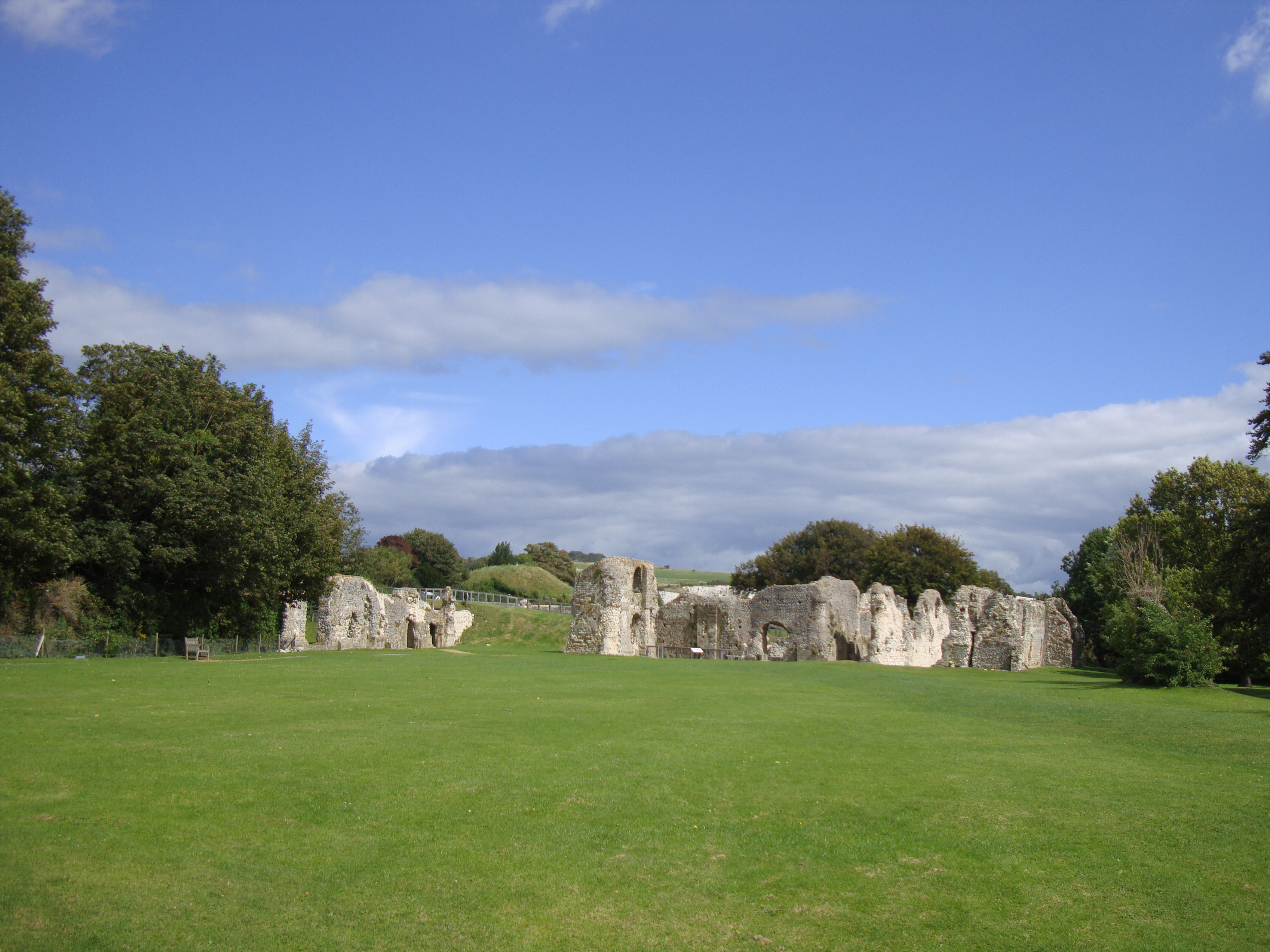
Les restes del priorat de Lewes.

El lloc on es troba Lewes té una llarga història. Hi ha proves arqueològiques que apunten que va ésser habitat en la prehistòria. Es creu que es podria tractar d'un assentament romà anomenat Mutuantonis, ja que en aquesta zona s'han descobert grans quantitats d'objectes de l'època romana. Els saxons van construir-hi un castell de mota, com a punt de vigilància sobre el riu.
Després de la invasió normanda, Lewes fou donat per Guillem el Conqueridor a William de Warenne, primer comte de Surrey. Aquest va construir el castell de pedra, i ell i la seva esposa, Gundred també van fundar un priorat de l'orde de Cluny l'any 1078. Lewes també va ser un lloc on s'encunyava moneda en els primers anys després de la invasió normanda, i en el període anglosaxó tardà.

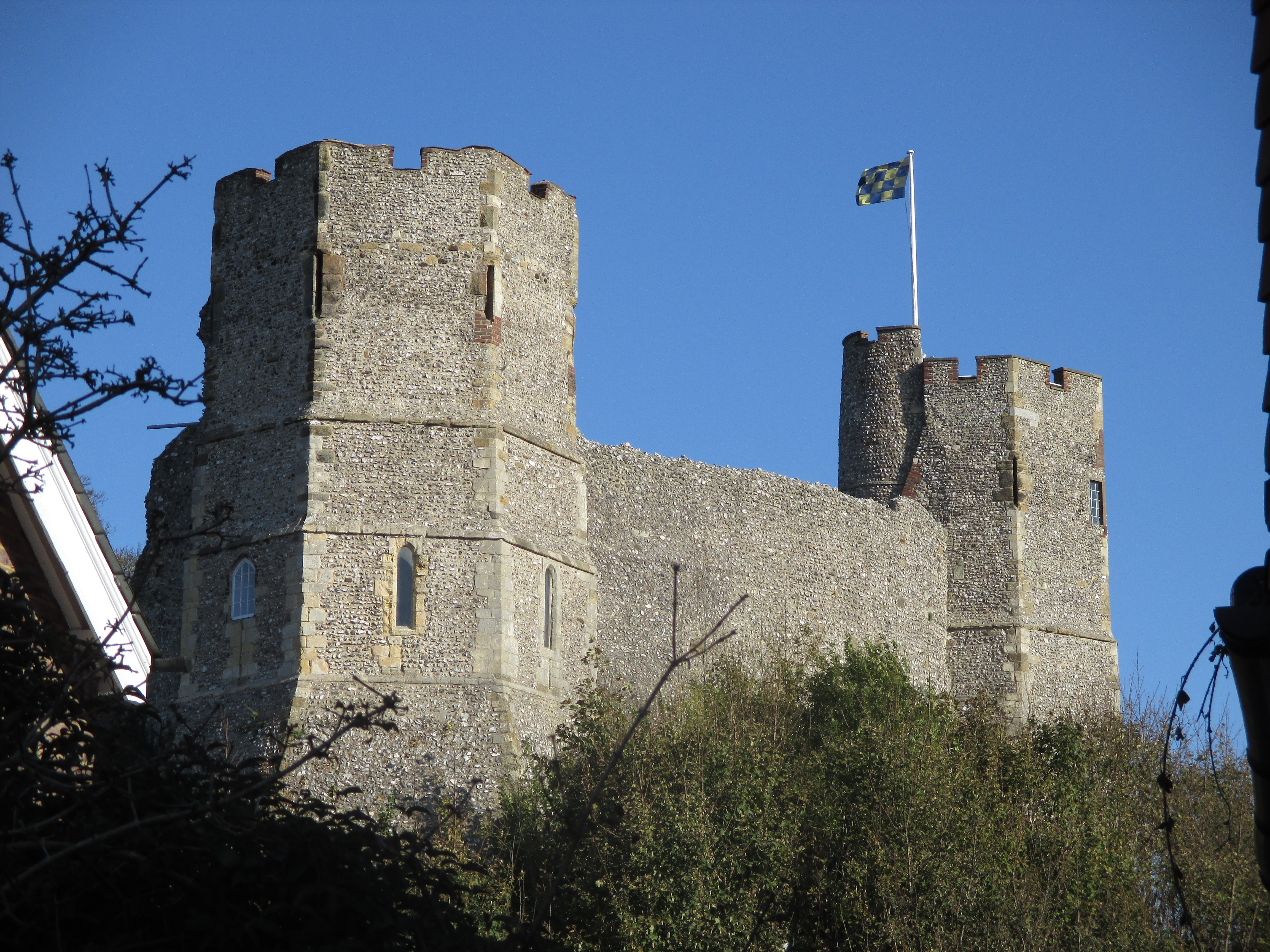
Castell de Lewes

Durant la segona revolta dels barons, el 1264 es va produir una batalla a Lewes entre les forces d'Enric III i les de Simon de Montfort, aquest segon en va resultar victoriós. Des de l'època d'Eduard III a Lewis es feien els judicis i això la va convertir en capital del comtat, però des del 1504 un decret reial va repartir la capitalitat amb Chichester, on el rei, aprofitant les estades que hi feia durant l'estiu també celebraria judicis.
Durant l'època de les persecucions religioses decretades per la reina Maria I (1555-1557), Lewes va ser testimoni de la mort de disset màrtirs protestants, que van ser cremats en una foguera. Al segle xvii va créixer més enllà de les muralles medievals. Va ser un port molt actiu en relació al comerç del ferro i la cervesa. Això va fer que nasqués la indústria de construcció de vaixells.
El 1846 es van construir dues línies de ferrocarril que tenien parada a Lewes i va esdevenir un encreuament entre els que anaven de nord a sud. Amb la construcció d'un port a la veïna Newhaven, el de Lewes va perdre importància. Durant la guerra de Crimea, uns 300 finesos que formaven part de l'exèrcit rus, van ser capturats a Bomarsund i traslladats a la presó de Lewes. El 1881 el municipi de Lewes va adquirir l'estatus de borough.

## Govern
Des del 1881 el municipi de Lewes tenia l'estatus de borough i era la capital del comtat des de molt abans, però no havia estat mai nomenada parròquia (civil), cosa que va obtenir el 1974. Hi ha tres districtes: el Pont, el Castell i el Priorat, que són governats per sis regidors cadascun.
Amb la llei de reformes de l'administració local (Local Government Act 1933) es va crear el districte de Lewes dins del comtat de Sussex anomenat Borough of Lewes. Això va quedar anul·lat amb la reforma del 1974, quan es va crear un nou districte amb la unió d'aquest més els districtes urbans de Newhaven i Seaford i el districte rural de Chailey. El resultat d'aquestes unions és un dels districtes electorals més extensos del país.

## Geografia
Lewes està situat en una obertura als South Downs, una cadena de turons tallada pel riu Ouse, a prop de la seva confluència amb el torrent Winterbourne. És aproximadament a set milles al nord-oest de Newhaven, i a la mateixa distància al nord-est de Brighton.
Els turons dels South Downs s'alcen per sobre del riu a ambdós costats. El carrer major i el nucli antic de la ciutat ocupen la riba dreta, en un terreny amb molta pendent des del pont, i la part alta d'aquesta pujada, a 4 km d'altura, es diu Mont Harry. A la riba esquerra hi ha un gran penya-segat de creta anomenat Cliffe Hill que es pot veure des de lluny.
Aquest últim dona nom al que va ser fa temps el poble de Cliffe, que ara forma part de Lewes. La part sud de la ciutat (Southover), va sorgir al costat del priorat, al sud del torrent Winterbourne. La ciutat va ampliar els seus límits en dues ocasions: el 1881 i el 1934, i ara inclou les modernes urbanitzacions de Wallands, Malling Hill, Neville i Kingston Road.
El meridià de Greenwich travessa la part occidental de Lewes.
El 21 d'agost del 1864, Lewes va patir un terratrèmol de magnitud 3,1 segons l'escala de Richter.

## Clima
El clima de Lewes és moderat pel que fa a la diferència entre màximes i mínimes. Les pluges estan repartides per tot l'any. L'estació meteorològica més propera està a Newhaven.
El 27 de desembre del 1836, es va produir un allau de neu, el pitjor en la història del Regne Unit, quan la neu acumulada al penya-segat es va esllavissar i va caure sobre un grup de cases al carrer South Street (antigament Boulters Row). Van quedar sepultades quinze persones, de les quals vuit van morir.
L'octubre del 2000 Lewes va patir la pitjor riuada de la seva història, durant un període d'intenses pluges i fred a tot el Regne Unit. El centre comercial de la ciutat i moltes àrees residencials van quedar devastades. Com a resultes alguns ciutadans es van organitzar per demanar al govern un pla de mesures de protecció contra les riuades.
| Dades climàtiques a Lewes       | Dades climàtiques a Lewes | Dades climàtiques a Lewes | Dades climàtiques a Lewes | Dades climàtiques a Lewes | Dades climàtiques a Lewes | Dades climàtiques a Lewes | Dades climàtiques a Lewes | Dades climàtiques a Lewes | Dades climàtiques a Lewes | Dades climàtiques a Lewes | Dades climàtiques a Lewes | Dades climàtiques a Lewes | Dades climàtiques a Lewes |
| Mes                             | gen                       | febr                      | març                      | abr                       | maig                      | juny                      | jul                       | ag                        | set                       | oct                       | nov                       | des                       | anual                     |
| ------------------------------- | ------------------------- | ------------------------- | ------------------------- | ------------------------- | ------------------------- | ------------------------- | ------------------------- | ------------------------- | ------------------------- | ------------------------- | ------------------------- | ------------------------- | ------------------------- |
| Màxima mitjana °C (°F)          | 8 (46)                    | 8 (46)                    | 9 (48)                    | 11 (52)                   | 15 (59)                   | 17 (63)                   | 19 (66)                   | 20 (68)                   | 18 (64)                   | 14 (57)                   | 11 (52)                   | 8 (46)                    | 13.2 (55.6)               |
| Mínima mitjana °C (°F)          | 5 (41)                    | 4 (39)                    | 6 (43)                    | 7 (45)                    | 10 (50)                   | 12 (54)                   | 15 (59)                   | 15 (59)                   | 13 (55)                   | 10 (50)                   | 7 (45)                    | 5 (41)                    | 9.1 (48.4)                |
| Mitjana de dies de precipitació | 17                        | 13                        | 14                        | 13                        | 9                         | 11                        | 9                         | 9                         | 13                        | 14                        | 15                        | 17                        | 154                       |
| Font: Weatherbase               |                           |                           |                           |                           |                           |                           |                           |                           |                           |                           |                           |                           |                           |

## Economia

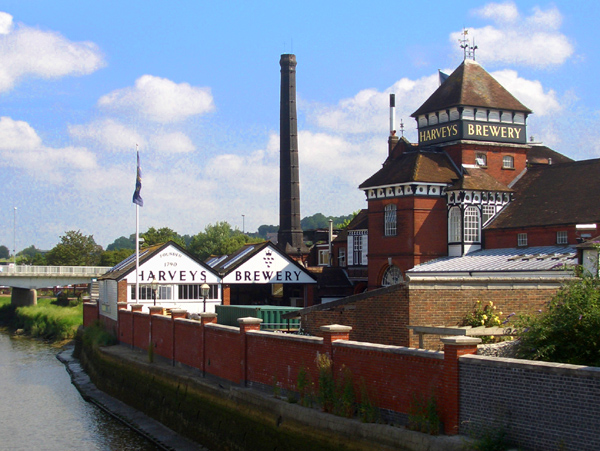
La fabrica Harvey

La Cambra de Comerç de Lewes és l'associació que representa els botiguers i empresaris d'aquesta ciutat, que són negocis nombrosos i diversos.[44] En la dècada del 1990 es va crear el Mercat Agrícola, una mostra del cooperativisme per fer front a les grans cadenes de distribució alimentària. Es fa el primer i el segon dissabte de cada mes en unes parades al carrer Cliffe High Street tancat al trànsit de vehicles. Des del 2010 se'n fa un altre mercat d'aliments de producció local anomenat Market Tower. Un dels productes locals més importants és la cervesa, fabricada des del 1794, distribuïda amb la marca Harvey, que també fabrica vins i destil·lats. El setembre del 2008, Lewes va crear una moneda pròpia, la lliura de Lewes, que equival a una lliura esterlina i només té valor dins la ciutat: l'objectiu és promocionar les ventes de productes locals.
El segon sector en importància és el de serveis, a causa de ser una capital de comtat hi ha força oficines i llocs de treball semblants.
El tercer sector important en l'economia de Lewes és el turisme que ve a veure els llocs d'interès històric i també els espais naturals.

## El diari local
El diari Sussex Express es publica tots els divendres. Va dirigit a la gent de Lewes i de gran part de l'East Sussex des de l'any 1837. Té quatre edicions i inclou una àmplia secció de l'actualitat esportiva local. És part de la xarxa Johnston Press. També disposa d'un lloc web de notícies a [www.sussexexpress.co.uk].

## Ciutats agermanades
Lewes té relacions d'agermanament amb:
- Blois (França), des del 1963.
- Waldshut-Tiengen (Alemanya), des del 1974.

## Llocs d'interès
Arquitectura civil
- El castell

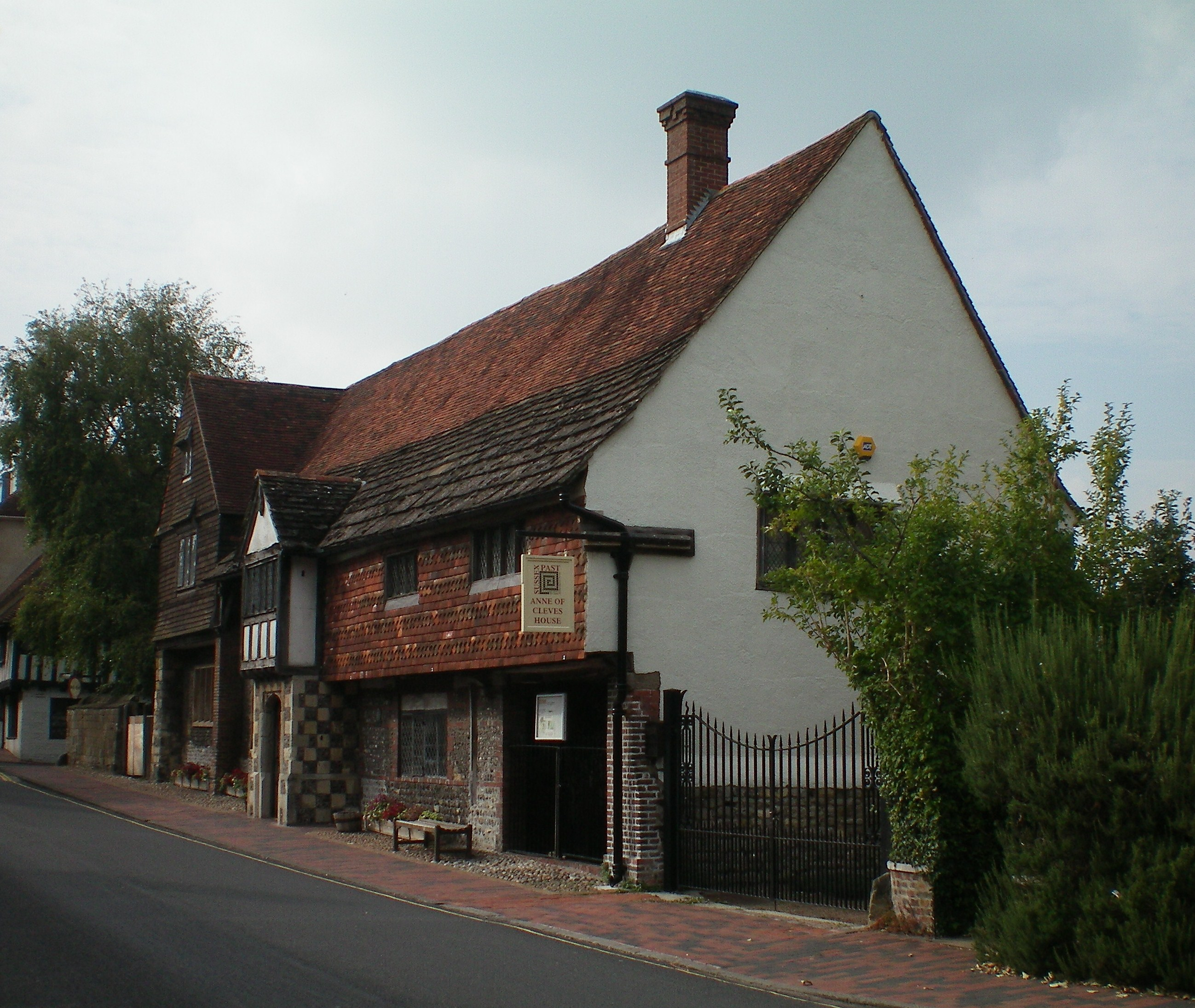
Casa d'Anna de Clèveris.

- Southover Grange, casa construïda amb pedres de l'antic monestir, actualment serveix de guarderia i sala d'exposicions. En el seu jardí hi ha magnòlies.
- Bull House, la casa de Tom Payne
- La casa d'Anna de Clèveris, reina consort d'Anglaterra, un regal del seu marit en compensació per l'anul·lació matrimonial, tot i que ella mai hi va viure.
- La Round House, un antic molí que va ser la residència de Virginia Woolf.

Escultures

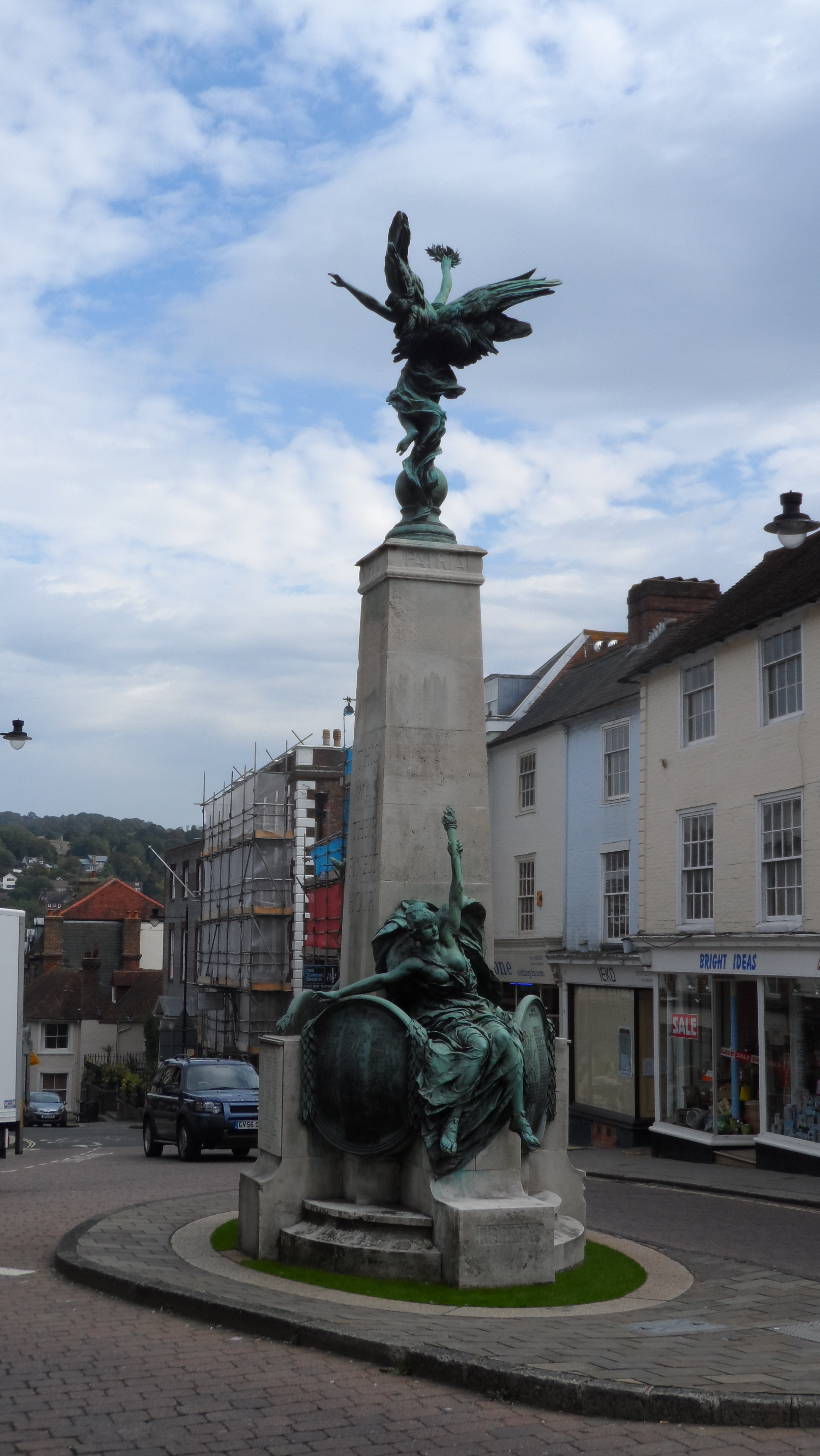
Monument als caiguts en la guerra.

Quan l'escultor Eric Gill (1882-1940) va escollir Sussex per viure i treballar, altres artistes van buscar inspiració a la zona. El seu nebot John Skelton i Joseph Cribb van triar Lewes i entre tots van despertar l'interès ciutadà per l'escultura. Edward Perry Warren un ric americà col·leccionista d'art va conèixer Eric Gill i li va comprar algunes obres; aquest els va convèncer de comprar El petó d'Auguste Rodin. Aquesta escultura va estar durant un temps a l'entrada de l'ajuntament de Lewes fins que el 1953 l'alcalde va decidir que era un lloc indigne per una estàtua tan noble i la va vendre, mitjançant subhasta, al la Tate gallery de Londres.
Les obres que es poden veue en l'actualitat són:
- The Helmet («l'elm», 1964), d'Enzo Plazzotta, en els terrenys de l'antic monestir.
- Cuilfail Spiral (1983) de Peter Randall-Page situada al nord del túnel Cuilfail, feta amb set blocs de pedra de Portland.
- Magnus Inscription, (c. 1200) i The Janus Head (1997) de John Skelton.
- Lewes Group (2010) de Jon Edgar.

Arquitectura religiosa
- L'església de St. Michael, amb un campanar circular.
- L'església de St. John, que era d'estil normand però va ser destruïda en un incendi i reconstruïda al segle xix.
- L'església de St. Thomas Becket, on fan el seu culte els ortodoxos.
- L'església de  St. Pancras, de culte catòlic.
- La Jireh Chapel, declarada edifici del patrimoni històric de grau I.

Espais naturals

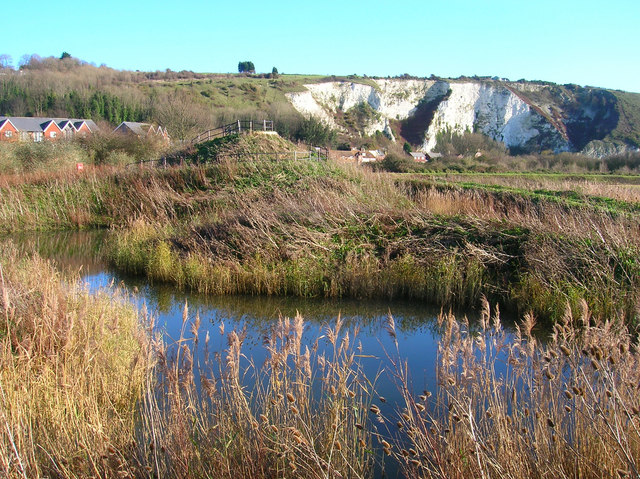
Heart of Reeds

- Lewes Downs, espai d'interès biològic dins la cadena de turons South Downs.[20]
- Lewes Brooks, també d'importància biològica, és part del maresme que forma el riu Ouse; hi ha sobretot caragols i escarabats d'aigua.[21]
- Southerham Works Pit, d'interès geològic però també perquè s'hi troben fòssils.
- Heart of Reeds, una reserva que ocupa una línia de ferrocarril en desús, en aquesta zona viuen entre d'altres animals, granotes.[22]

## Activitats culturals

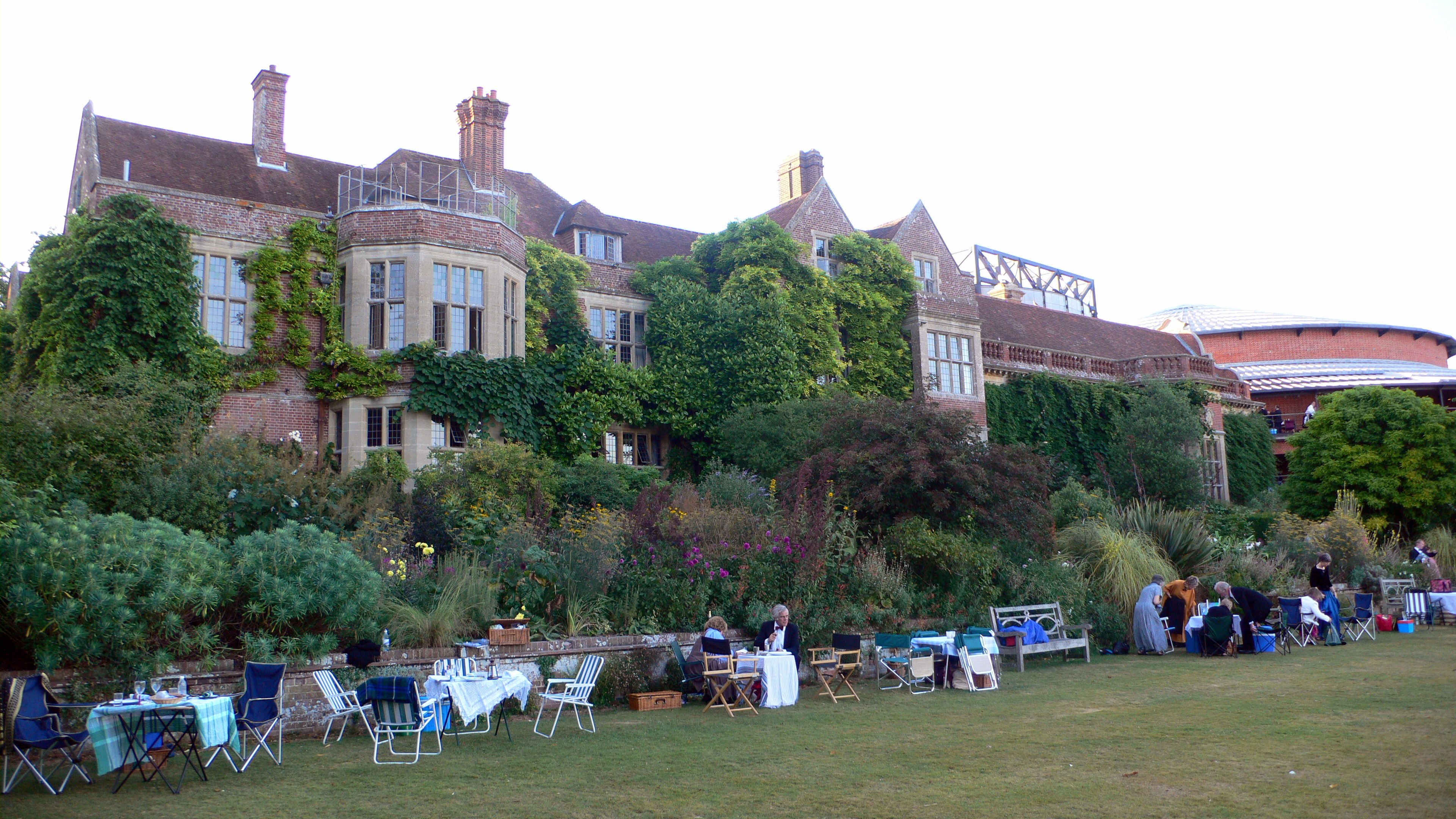
Mansió Glyndebourne

Als afores de la ciutat hi ha un teatre on es produeixen òperes i altres activitats musicals de renom internacional, el Glyndebourne Festival. A la ciutat hi ha diversos grups de música clàssica: Nicholas Yonge Society Workshop Series, The Musicians of All Saints, Lewes Concert Orchestra fundada el 1993, Lewes, Glynde and Beddingham Brass Band. Hi ha un club de cinema que produeix pel·lícules pròpies i en dona a conèixer d'altres. El Love Supreme Festival està dedicat al jazz. També hi ha diversos clubs de dansa.
La Nit de Guy Fawkes se celebra cada 5 de novembre.